# Skrapež (Vlasotince)
Pour les articles homonymes, voir Skrapež.
Skrapež (en serbe cyrillique : Скрапеж) est un village de Serbie situé dans la municipalité de Vlasotince, district de Jablanica. Au recensement de 2011, il comptait 170 habitants.
Skrapež est situé dans une vallée située au pied de la Babička gora, entre les villages de Šišava et Sredor.

## Démographie
| 1948 | 1953 | 1961 | 1971 | 1981 | 1991 | 2002 | 2011 |
| ---- | ---- | ---- | ---- | ---- | ---- | ---- | ---- |
| 403  | 450  | 460  | 423  | 346  | 260  | 215  | 170  |

|  |